# Жилиньский, Вацлав
Ва́цлав Жили́ньский (пол. Wacław Żyliński; 1 марта 1803, Меречь, Виленская губерния, Российская империя — 23 апреля 1863, Санкт-Петербург) — российский католический епископ, шестой архиепископ могилёвский.

## Биография
Родился в 1803 году в Меречи (совр. литовский Меркине) в дворянской семье. Окончил виленскую семинарию, 24 мая 1825 года рукоположен в диаконы, 2 апреля 1826 года — в священники. Был деканом кафедрального собора Минска. С 1827 года преподаватель Минской католической семинарии и настоятель прихода в Ивенце.
В 1829 году получил пост асессора петербургской католической духовной коллегии и переехал в столицу. С 1846 года был администратором епархии Вильны, 3 июля 1848 года назначен епископом Вильны. Епископская хиротония состоялась 17 декабря 1848 года в церкви Святой Екатерины в Санкт-Петербурге, возглавлял хиротонию архиепископ могилёвский Казимир Дмоховский.
В 1855 году скончался архиепископ Могилёва Игнатий Головинский. Император Александр II высказал пожелание видеть Вацлава Жилиньского его преемником.
18 сентября 1856 года папа Пий IX утвердил его кандидатуру на посту архиепископа-митрополита.
1859 год - управляющий Виленской епархией, Могилевский Архиепископ, Митрополит всех Римско-Католических церквей в Российской империи.
Скончался 23 апреля 1863 года.

## Награды
- Орден Святой Анны 1-й ст.;
- Орден Святого Станислава 1-й ст.;
- Орден Святого Владимира 4-й ст[3].